# Asterina geniostomatis
Asterina geniostomatis är en svampart som beskrevs av Hansf. 1954. Asterina geniostomatis ingår i släktet Asterina och familjen Asterinaceae.   Inga underarter finns listade i Catalogue of Life.